# BMW 500 Kompressor

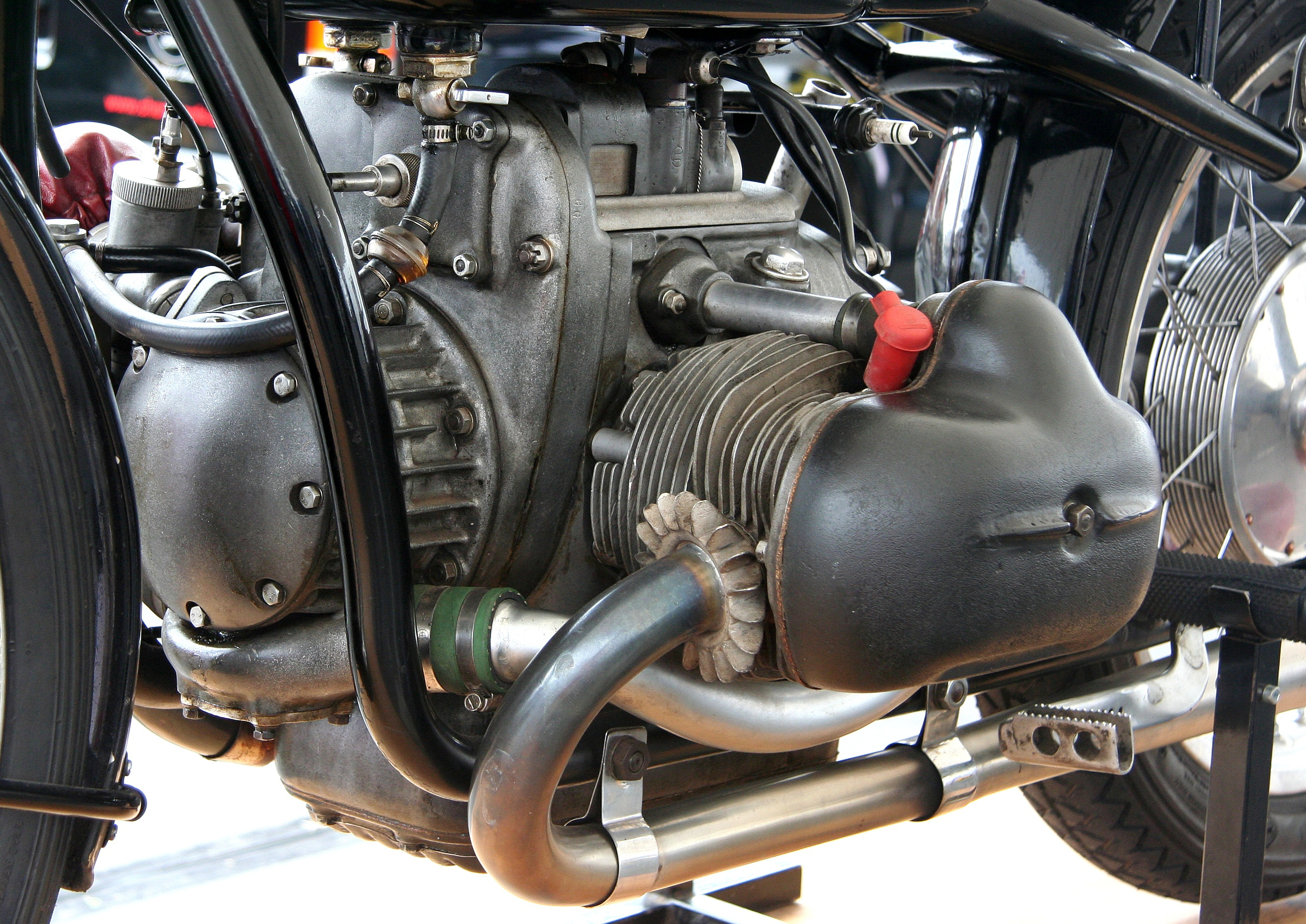
Motor der BMW 500 Kompressor

Die BMW 500 Kompressor (auch BMW RS 255 Kompressor) war ein Rennmotorrad von BMW mit Zweizylinder-Viertakt-Boxermotor, das von 1935 bis 1951 für Rennen und Rekordfahrten eingesetzt wurde.

## Geschichte
Bereits die BMW WR 750 von 1929 erhielt eine Motoraufladung mittels Zoller-Kompressor. Der Motor der WR 750 entstammte direkt aus den Serienmodellen R 47 und R 57. Die WR 750 wurde überwiegend für Rekordfahrten von Ernst Jakob Henne eingesetzt, der erstmals am 19. September 1929 mit 216,75 km/h über die fliegende Meile gemessen wurde. Der letzte Rekord mit der unverkleideten WR 750 wurde am 27. September 1935 aufgestellt: Henne fuhr auf der neu eröffneten Autobahn 5 zwischen Frankfurt am Main und Darmstadt 256,046 km/h über den fliegenden Kilometer. Konstrukteur Rudolf Schleicher erkannte jedoch frühzeitig die Leistungsgrenze des stoßstangengesteuerten Motors und entwickelte Anfang der 1930er-Jahre für den Boxermotor eine OHC-Ventilsteuerung.

## Technik

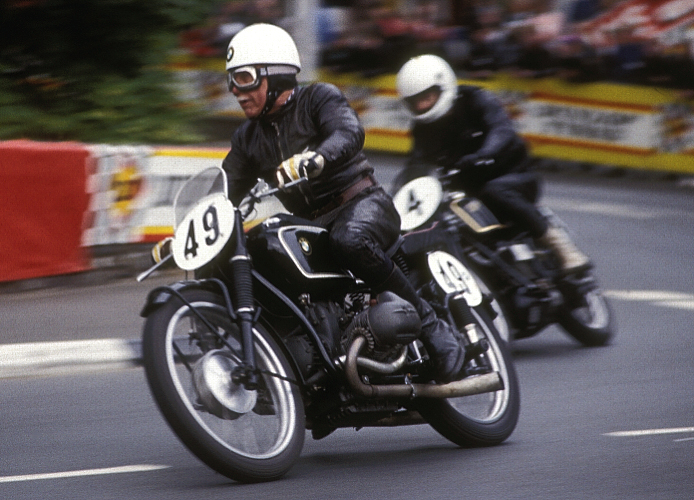
Georg Meier auf einer BMW RS 500 TT, 1989

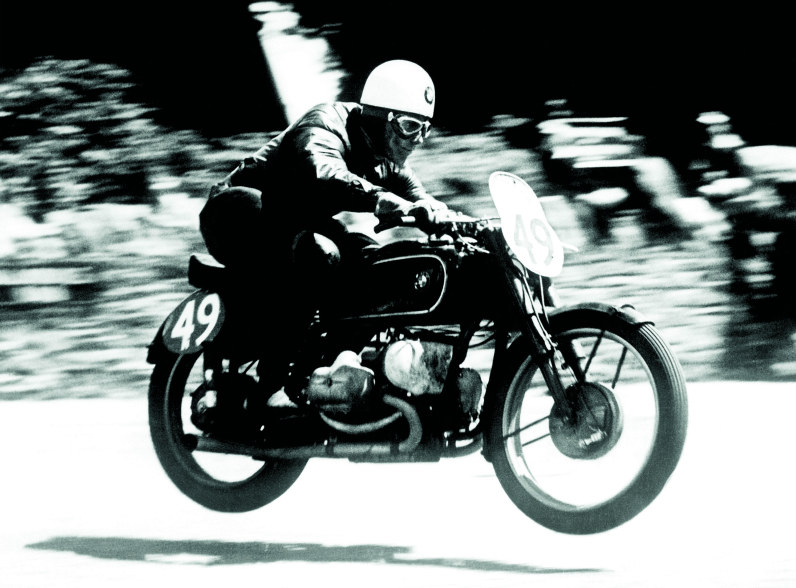
Meier bei seinem Senior-TT-Sieg 1939

Der von Rudolf Schleicher konstruierte Boxermotor, der über Königswellen angetriebene obenliegende Nockenwellen besaß und mit einem – an der Stirnseite angebrachten – Zoller-Kompressor aufgeladen wurde, erreichte 1935 auf Anhieb eine Leistung von 90 PS. Die Bohrung des 493 cm³ Hubraum großen Motors wird mit 66 mm, der Hub mit 72 mm angegeben. Die Motorleistung der Geschwindigkeitsrekordmaschine (Gewicht ohne Verkleidung: 117 kg) soll 1937 zwischen 105 PS und 108 PS bei 8000 min−1 betragen haben, während die Straßenrennmaschine (Leergewicht 138 kg) je nach Quelle mit „über“ 50 PS bei 6500 min−1 oder 60 PS bei 7000 min−1 angegeben wird. Die Leistung wurde über den Ladedruck (0,4 bis 2 bar) und speziellen Kraftstoff variiert. Beide Versionen hatten ein Vierganggetriebe, einen gebogenen Rohrrahmen, der später bei der BMW R 5 eingeführt wurde, Teleskopgabel, Geradewegfederung hinten und eine Reifengröße vorne von 21 × 3 und hinten 19 × 3 ½ Zoll.

## Rekordfahrten
Am 12. Oktober 1936 erzielte Ernst Jakob Henne mit der von der 500 Kompressor abgeleiteten, vollverkleideten BMW WR 500 auf der Autobahn 5 den ersten Weltrekord, indem er den fliegenden Kilometer auf der abgesperrten Autobahn bei Frankfurt am Main mit 272,006 km/h absolvierte. Die Rekordfahrt war nicht unproblematisch; ab 250 km/h zeigten sich an der BMW starke Fahrwerksunruhen. Auf der obligatorischen Rückfahrt war Henne auf das Schlingern vorbereitet und konnte die Bewegungen des Motorrades besser unter Kontrolle halten. „Später stellen Aerodynamiker fest, dass das Motorrad sich bei 280 km/h unweigerlich quergestellt hätte.“
1937 entwickelte sich ein internationaler Wettbewerb um den absoluten Geschwindigkeitsweltrekord für Motorräder, an dem sich drei Fahrer beteiligten: Am 19. April 1937 überbot Eric Fernihough auf einer Brough Superior mit 996 cm³-J.A.P.-Motor die Bestmarke und fuhr in Ungarn (Gyón) den Kilometer mit 273,244 km/h. Am 21. Oktober 1937 steigerte Piero Taruffi auf der Autostrada bei Brescia den Rekord mit der Gilera Rondine auf 274,181 km/h. Henne wollte den Rekord zurück. Bei Fahrversuchen Ende Oktober 1937 stellte sich jedoch heraus, dass die bislang verwendete Vollverkleidung („Henne-Ei“) an der BMW für einen weiteren Rekord nicht geeignet war. Bei der folgenden Überarbeitung der Vollverkleidung wurden auf Anraten Ferdinand Porsches die Seitenflossen entfernt, die Heckflosse verlängert und die Sichtkanzel weggelassen; Henne fuhr wieder mit seinem bekannten Tropfenhelm. Am 28. November 1937 schraubte er auf der Autobahn 5 den Weltrekord für Motorräder auf 279,503 km/h (173,67 mph), ein Rekord der 14 Jahre Bestand hatte und erst am 12. April 1951 von Wilhelm Herz auf NSU mit 290,322 km/h überboten wurde.

„Ernst Hennes Motorrad der 30er Jahre […] war kaum gefedert und lief gar nicht stabil. Damit 280 km/h zu fahren, in unbekanntes Terrain vorzustoßen, war eine große Herausforderung – mental wie physisch. Wenn wir heute mit einigen Serienmotorrädern 280 km/h problemlos fahren können, sollten wir nicht vergessen, dass dies erst rund ‚60 nach Henne‘ möglich wurde. Dies unterstreicht die Pionierleistung […]“

Eine deutsche Sonderbriefmarke von 1983 nach dem Entwurf von Heinz Schillinger bildet die Weltrekordmaschine von 1937 ab.

## Straßenrennen
Ab 1936 wurde die BMW 500 Kompressor bei allen großen europäischen Straßenrennen eingesetzt. 1937 wurde Karl Gall Deutscher Meister in der Klasse bis 500 cm³ Hubraum.
Den größten Erfolg erzielte der Rennfahrer Georg Meier, als er 1938 Europameister wurde und 1939 auf der BMW 500 Kompressor das Senior-Rennen der Isle of Man TT gewann. Nach dem Zweiten Weltkrieg fuhren Meier, Ludwig Kraus und Walter Zeller die BMW 500 Kompressor bis 1950 bei nationalen Meisterschaften, bis das Kompressorverbot der FIM auch in Deutschland galt.
Die 1953 entwickelte BMW RS 54 stammt direkt von der BMW 500 Kompressor ab. 2013 wurde bei Bonhams eine BMW 500 Kompressor für 374.000 Euro versteigert.

### Bilder
- Rekordmaschine von 1936
- Rekordmaschine von 1937
- Rekordmaschine von 1937 (Schnittbild)

### Video
- BMW Motorcycle Racing - 1930's Speed Records auf YouTube